# Juli Sánchez
Juli Sánchez, właśc. Julià Sánchez Soto (ur. 20 czerwca 1978 w Andorze) – andorski piłkarz występujący na pozycji pomocnika lub napastnika, reprezentant Andory w latach 1996–2019.

## Kariera klubowa
Juli Sánchez jako dziecko grał w futsal w juniorskich ligach Andory i Katalonii. W wieku 15 lat rozpoczął treningi piłki nożnej w klubie FC Andorra, rywalizującym w systemie ligowym Hiszpanii. Latem 1995 roku włączono go do składu drużyny rezerw, grającej w Primera Catalana (VII kategoria rozgrywkowa). 10 września 1995 zonotował pierwszy mecz na poziomie seniorskim przeciwko CE Ivars d'Urgell (1:0). 7 dni później zadebiutował w pierwszym zespole w wygranym 2:1 spotkaniu przeciwko CE L’Hospitalet w ramach Segunda División B. Łącznie w ciągu 3 kolejnych sezonów rozegrał w barwach FC Andorra 29 występów i opuścił ją po spadku z ligi w 1998 roku.
We wrześniu 1998 roku przeniósł się on do portugalskiego zespołu AD Camacha (II Divisão), gdzie zaliczył 5 ligowych meczów. Po trzech miesiącach rozwiązał swój kontrakt tłumacząc się powodami osobistymi i powrócił do FC Andorra. W pierwszej połowie 2000 roku grał na wypożyczeniu w hiszpańskim klubie Girona FC (Tercera División), gdzie zaliczył 14 spotkań. W sezonie 2001/02 był z kolei wypożyczony do La Seu d'Urgell FC (Primera Catalana), a następnie do CF Peralada (Primera Catalana, awans do Tercera División). W latach 2002–2006 występował w CF Belaguer (Tercera División i Primera Catalana) oraz CD Binéfar (Tercera División).
Latem 2006 roku Sánchez ponownie został piłkarzem FC Andorra i spędził dwa sezony grając w Primera Catalana. W latach 2008–2013 występował w rodzimej Primera Divisió. Jako zawodnik FC Santa Coloma wywalczył dwukrotnie mistrzostwo (2009/10, 2010/11) oraz dwukrotnie krajowy puchar (2009, 2012), a także zadebiutował w europejskich pucharach w przegranym 1:4 spotkaniu z FBK Kaunas w kwalifikacjach Ligi Mistrzów 2008/09. Będąc graczem FC Lusitanos, zdobył mistrzostwo kraju w sezonie 2012/13, a także dwukrotnie Superpuchar Andory (2012, 2013).
W latach 2013–2016 ponownie występował w FC Andorra, gdzie rozegrał 62 ligowe mecze i strzelił 8 bramek. Latem 2016 roku przeniósł się do UE Santa Coloma, z którą wywalczył Puchar Andory 2017. W sierpniu 2017 roku Sánchez został zawodnikiem mistrza kraju FC Santa Coloma. W sezonie 2017/18 zdobył z tym zespołem tytuł mistrzowski oraz Puchar i Superpuchar Andory. We wrześniu 2019 podpisał roczny kontrakt z Inter Club d’Escaldes, z którym zdobył mistrzostwo w sezonie 2019/20. W barwach tego klubu wiosną 2021 roku zakończył karierę po poważnej kontuzji.

## Kariera reprezentacyjna
13 listopada 1996 zadebiutował w reprezentacji Andory w meczu towarzyskim przeciwko Estonii na Estadi Comunal d’Andorra la Vella. Spotkanie to było pierwszym międzypaństwowym meczem w historii Andory i zakończyło się porażką 1:6. Sánchez pojawił się na boisku w wyjściowym składzie i z powodu urazu opuścił plac gry w 10. minucie. 26 kwietnia 2000 w meczu towarzyskim przeciwko Białorusi (2:0) zdobył swojego jedynego gola dla drużyny narodowej, kiedy to po błędzie bramkarza Walera Szantałosaua w 62. minucie skierował piłkę do opuszczonej przez niego bramki. Było to pierwsze oficjalne zwycięstwo Andory w historii.
13 listopada 2016 – w dniu 20. rocznicy debiutu – Sánchez zagrał w przegranym 0:4 spotkaniu z Węgrami w Budapeszcie. Karierę reprezentacyjną zakończył 11 czerwca 2019 w przegranym 0:4 meczu eliminacji Mistrzostw Europy 2020 z Francją. Ogółem w latach 1996–2019 Sánchez zaliczył w drużynie narodowej 73 oficjalne występy, w których strzelił 1 gola. W 23 meczach pełnił funkcję kapitana. Uznawany jest za jednego z najbardziej rozpoznawalnych i zasłużonych piłkarzy andorskich w historii.

### Bramki w reprezentacji
| Lp. | Data             | Miejsce                             | Przeciwnik | Bramka | Rezultat | Ranga meczu     |
| --- | ---------------- | ----------------------------------- | ---------- | ------ | -------- | --------------- |
| 1.  | 26 kwietnia 2000 | Estadi Comunal d’Aixovall, Aixovall | Białoruś   | 2:0    | 2:0      | Mecz towarzyski |

## Futsal
W sezonie 2018/19 zaczął grać w futsal w zespole Sideco FC Encamp. Wywalczył z nim dwukrotnie mistrzostwo Andory (2018/19 i 2020/21) oraz krajowy superpuchar (2019). Pod koniec sezonu 2020/21 doznał poważnej kontuzji, po której nie wznowił kariery.

## Życie prywatne
Juli Sánchez pracuje jako policjant. Jest ojcem piłkarza Julena Sáncheza.

## Sukcesy
FC Santa Coloma
- mistrzostwo Andory: 2009/10, 2010/11, 2017/18
- Puchar Andory: 2009, 2012, 2018
- Superpuchar Andory: 2017

FC Lusitanos
- mistrzostwo Andory: 2012/13
- Superpuchar Andory: 2012, 2013

UE Santa Coloma
- Puchar Andory: 2017

Inter Club d’Escaldes
- mistrzostwo Andory: 2019/20

Sideco FC Encamp (futsal)
- mistrzostwo Andory: 2018/19, 2020/21
- Superpuchar Andory: 2019